# Amycus Kragge
Amycus Kragge (Engels: Amycus Carrow) is een personage in de Harry Potter-boekenreeks, geschreven door de Britse schrijfster J.K. Rowling.
Kragge is een van de Dooddoeners die op Zweinstein infiltreert wanneer Albus Perkamentus is overleden en Harry Potter op zoek is naar een van de gruzielementen van Heer Voldemort. Hij komt ten tonele aan het einde van het zesde boek, wanneer het Perkamentus bijna gelukt is om Draco Malfidus om te praten en zich aan te sluiten bij "het goede kamp". Hij is ook getuige van Perkamentus' dood, veroorzaakt door Severus Sneep.
Amycus' personage wordt neergezet als een raar mannetje met een vervelend en uitdagend karakter. Dit komt al naar voren tijdens de scène op het dak van de Astronomietoren waar Perkamentus wordt vermoord. Hij is echter erg volgzaam aan zijn meester en volgt precies de instructies op die hij en de andere Dooddoeners van de Heer van het Duister krijgen.
De naam Amycus zou tevens kunnen komen van het Latijnse 'amicus', wat vriend betekent. Toch is deze redenering niet door J.K. Rowling zelf bevestigd, en aangezien het karakter van Kragge niet erg bij 'vriend' past, is het ook niet erg logisch...
In het zevende boek neemt Amycus de baan als leraar Verweer tegen de Zwarte Kunsten op zich (dat dan eigenlijk de "Zwarte Kunsten" wordt genoemd), waarin leerlingen onder meer wordt geleerd de Onvergeeflijke Vloeken te gebruiken.
Zijn zus Alecto Kragge werd tegelijkertijd als lerares Dreuzelkunde aangesteld.
Tijdens de Slag om Zweinstein wordt hij samen met zijn zus uitgeschakeld door Harry Potter, Loena Leeflang en Minerva Anderling.